# Mago (zoologia)
Mago O. P.-Cambridge, 1882 è un genere di ragni appartenente alla famiglia Salticidae.

## Distribuzione
Le 14 specie note di questo genere sono diffuse in America meridionale, in particolare in Brasile, Guyana, Perù e Venezuela.

## Tassonomia
A maggio 2010, si compone di 14 specie:
- Mago acutidens Simon, 1900 — Brasile, Guyana
- Mago chickeringi (Caporiacco, 1954)[2] — Guiana francese
- Mago dentichelis Crane, 1949 — Venezuela
- Mago fasciatus Mello-Leitão, 1940 — Guyana
- Mago fonsecai Soares & Camargo, 1948 — Brasile
- Mago intentus O. P.-Cambridge, 1882[3] — Brasile
- Mago longidens Simon, 1900 — Brasile
- Mago opiparis Simon, 1900 — Brasile
- Mago pauciaculeis (Caporiacco, 1947)[4] — Guyana
- Mago procax Simon, 1900 — Perù
- Mago saperda Simon, 1900 — Brasile
- Mago silvae Crane, 1943 — Guyana
- Mago steindachneri (Taczanowski, 1878) — Perù, Brasile
- Mago vicanus Simon, 1900 — Brasile